# Калмыков, Григорий Андреевич
Григо́рий Андре́евич Калмы́ков  (1717—1773) — российский офицер, капитан Ставропольского гарнизонного батальона, участник Семилетней войны и первой правительственной экспедиции против восставших казаков под предводительством Емельяна Пугачёва. После пленения правительственного отряда, капитан Калмыков отказался присягнуть самозванцу и был подвергнут мучительной казни.

## Биография
По происхождению «из посадских людей». Вступил на военную службу в 1738 году. В 1740 году был произведён в капралы, в 1749-м — в подпрапорщики, в 1754-м — в прапорщики, в 1757-м — в поручики. Участник Семилетней войны: участвовал в сражениях под Пальцигом и Франкфуртом, в 1760 году в составе австрийской армии при взятии города Швейдница. В 1763 году получил чин капитана. С того же времени служил в гарнизонах Оренбургской губернии. Согласно записи в послужном списке «...читать и писать умел, а других наук не знал».
Во время Крестьянской войны 1773—1775 годов с конца октября 1773 года вместе с солдатами и офицерами Ставропольского батальона участвовал в составе отряда полковника П. М. Чернышёва в экспедиции генерала В. А. Кара, планировавшей прорваться в осаждённый Оренбург. 13 (24) ноября 1773 года отряд был окружён повстанцами, в ходе боя казаки и калмыки из состава отряда перешли на сторону восставших, и после недолгого сопротивления оставшиеся солдаты и офицеры капитулировали. Е. Пугачёв предложил Чернышёву и другим офицерам присягнуть ему, «императору Петру Фёдоровичу». После отказа большинства из них, он отдал приказ о казни 35 оставшихся верными присяге офицеров. В момент казни капитан Калмыков, по свидетельствам очевидцев, проявил мужество и не побоялся громогласно назвать Пугачёва самозванцем, изменником и тираном, призывая никому не верить ему. За это он был подвергнут особо жестокой казни — «пятерению», во время которой ему отрубили руки и ноги, распороли грудь и лишь затем отрубили голову, но даже в ходе мучительной казни Калмыков «не переставал изобличать изменника в его злодействах и испустил дух, пребыв верным своему государю».
Подробности казни Калмыкова стали известны в Оренбурге от его бывшего подчинённого подпрапорщика Аверкиева, давшего присягу Пугачёву, но в январе 1774 года сумевшего перебежать из лагеря пугачёвцев в осаждённый ими город. На основании этих показаний имя Калмыкова было включено в реестр погибших от рук мятежников, его вдове Анисье Осиповне Калмыковой в 1775 году было выдано пособие в размере ста рублей. Свидетельство о казни было приведено П. И. Рычковым в «Осаде Оренбурга», А. А. Бибиковым в «Записках о жизни и службе А. И. Бибикова» и Д. Н. Бантыш-Каменским в «Словаре достопамятных людей земли Русской».
Во время работы над «Историей Пугачёва» А. С. Пушкин прочёл в архивах показания пленённых Пугачёвым солдат из отряда Чернышёва, сообщавших о казни восставшими «Чернышёва и всех его штаб- и обер-офицеров и калмыцкого полковника» и ошибочно посчитал, что в сообщениях Бибикова, Рычкова и Бантыш-Каменского о казни мужественного капитана Калмыкова имелся в виду безымянный командир калмыцкого отряда, написав в примечаниях к третьей главе «Истории»: «Из сего калмыцкого полковника сделали капитана Калмыкова». Позднейшие исторические исследования показали, что поэт ошибся, изучение архивных документов вернуло имя капитана Григория Калмыкова, а вот имя верного присяге офицера-калмыка так и осталось неизвестным.